# ایرا هرسکوویتز
ایرا هرسکوویتز (انگلیسی: Ira Herskowitz; ۱۴ ژوئیهٔ ۱۹۴۶ – ۲۸ آوریل ۲۰۰۳) نسل‌شناس، و استاد دانشگاه اهل ایالات متحده آمریکا بود. وی به دلیل کار خود در مورد تمایز سلولی مورد توجه قرار گرفت.

## زندگی
هرسکوویتز در بروکلین نیویورک به دنیا آمد. او فارغ‌التحصیل از انستیتوی فناوری کالیفرنیا و از انستیتوی فناوری ماساچوست با مدرک دکتری در سال ۱۹۷۱ است. او مدتی را در دانشگاه اورگان تدریس می‌کرد و در سال ۱۹۸۱ به دانشگاه کالیفرنیا، سانفرانسیسکو نقل مکان کرد، و در آنجا هدایت آزمایشگاه هرکوویتس را به عهده گرفت. او در ۲۸ آوریل ۲۰۰۳ به دلیل ابتلا به سرطان پانکراس در سانفرانسیسکو، کالیفرنیا درگذشت.

## جوایز
- ۱۹۸۵ جایزه NAS برای پژوهش‌های علمی از آکادمی ملی علوم
- ۱۹۸۷ برنامه یاران مک آرتور
- ۱۹۸۸ مدال انجمن ژنتیک آمریکا
- ۲۰۰۲ مدال توماس هانت مورگان
- ۲۰۰۲ جایزه لوئیس اس. روزنستیل برای کار برجسته‌اش در تحقیقات اساسی پزشکی.